# Jashinea jacoti
Jashinea jacoti är en tvåvingeart som först beskrevs av Eugène Louis Bouvier 1936.  Jashinea jacoti ingår i släktet Jashinea och familjen bromsar. Inga underarter finns listade i Catalogue of Life.